# 氰化亚铁
氰化亚铁是一种无机化合物，最简实验式为Fe(CN)2，可能具有Fe2[Fe(CN)6]的结构。

## 制备
氰化亚铁由六氰合铁(II)酸铵在320℃分解得到。
3 (NH4)4Fe(CN)6→Fe2Fe(CN)6+12 NH4CN

## 化学性质
氰化亚铁与氢氧化钾水溶液反应，产生氢氧化亚铁和亚铁氰酸钾。
Fe2Fe(CN)6+4 KOH→2 Fe(OH)2+K4Fe(CN)6